# Saint-Martin-d’Audouville
Saint-Martin-d’Audouville – miejscowość i gmina we Francji, w regionie Normandia, w departamencie Manche.
Według danych na rok 1990 gminę zamieszkiwało 117 osób, a gęstość zaludnienia wynosiła 32 osoby/km² (wśród 1815 gmin Dolnej Normandii Saint-Martin-d’Audouville plasuje się na 769. miejscu pod względem liczby ludności, natomiast pod względem powierzchni na miejscu 996.).